# 夏川草介
夏川 草介（なつかわ そうすけ、1978年 - ）は、日本の医師、小説家。大阪府出身。信州大学医学部医学科卒業。
医師として勤務するかたわら、2009年に『神様のカルテ』で第10回小学館文庫小説賞を受賞しデビューした。同作は第7回本屋大賞候補作にも選ばれている（最終的には2位）。
「夏川草介」はペンネームである。
2024年、『スピノザの診察室』により第12回京都本大賞を受賞。
2025年、同作で第5回読者による文学賞スピンオフを受賞。

## 著書

### 単著
- 『神様のカルテ』（2009年8月、小学館）のち文庫
- 『神様のカルテ2』（2010年9月、小学館）のち文庫
- 『神様のカルテ3』（2012年8月、小学館）のち文庫
- 『神様のカルテ0』（2015年2月、小学館）のち文庫
- 『本を守ろうとする猫の話（英語版）』（2017年2月、小学館）のち文庫
- 『新章 神様のカルテ』（2019年2月、小学館）のち文庫
- 『勿忘草の咲く町で 安曇野診療記』（2019年11月、KADOKAWA）のち文庫
- 『始まりの木』（2020年11月、小学館）のち文庫
- 『臨床の砦』（2021年4月、小学館）のち文庫
- 『レッドゾーン』（2022年8月、小学館）
- 『スピノザの診察室』（2023年10月、水鈴社）
- 『君を守ろうとする猫の話』（2024年2月、小学館）

### アンソロジー
- 『STORYBOX  vol.19 (2011Mar.)』（2011年3月、小学館文庫）「七色」
- 『旅の終わり、始まりの旅』（2012年3月、小学館文庫）「寄り道」
- 『超短編！ 大どんでん返し』（2021年2月、小学館文庫）「不運な患者」

### 翻訳書
- 『城砦（上・下）』（2024年7月、日経BP）

### 雑誌掲載短編
- 「秋海棠の咲く頃に」（『小説 野性時代』2016年5月号、角川書店）
- 「ダリア・ダイアリー」（『小説 野性時代』2017年5月号、角川書店）
- 「カタクリ賛歌」（『小説 野性時代』2019年5月号、角川書店）